# Augusta Pierrou
Augusta Pierrou, född 1864 i Småland, död 1939, var en hotell- och restaurangprofil i Sundsvall från slutet av 1800-talet fram till sin död. Hon kom till Sundsvall 1892 och startade då en kaférörelse och drev under åren 1894-1895 restaurang Thule i Hantverksföreningens hus på Kyrkogatan 24. I maj 1895 övertog hon hotell Skandinav, troligen belägen på Sjögatan 5. Pierrou arrenderade från 1902 Centralhotellet av handlare Manns. Redan året därpå köpte hon fastigheten och flyttade från sin bostad på Sjögatan 5 och med henne inleddes Centralhotellets storhetstid. Under alla år sökte hon spriträttigheter till sin rörelse men kom aldrig längre än till vin- och pilsnertillstånd. 1913 expanderade hon verksamheten genom att öppna badhotellet Fläsian med förebild i Saltsjöbadens hotell
Pierrou blev blind på äldre dagar och donerade pengar till kyrkans dopkapell, till förmån för fattiga barn samt till en ögonklinik på lasarettet.Augusta Pierrou avled den 1939 i lunginflammation.